# Robby Cleiren
Robbie Cleiren, aussi Robby Cleiren, né à Wilrijk (Anvers) le 13 juin 1971 , est un acteur belge. 

## Filmographie

### Cinéma
- 2006 : La Merditude des choses de Felix Van Groeningen
- 2009 : Dirty Mind de Pieter Van Hees
- 2012 : Alabama Monroe (The Broken Circle Breakdown) de Felix Van Groeningen
- 2013 : Le Verdict de Jan Verheyen
- 2015 : Bloed, zweet & tranen de Diederick Koopal
- 2016 : Home de Fien Troch : Willem

### Télévision
- Witse
- "Diamants Bruts"

## Théâtre
- 2022 : Poquelin II (L'Avare / Le Bourgeois gentilhomme), texte de Molière, production Tg Stan, Centre dramatique national Besançon Franche-Comté et tournée[1].